# سردانیلا دل بایس
سردانیلا دل بایس (به اسپانیایی: Cerdanyola del Vallès) یک شهرستان در اسپانیا است که در استان بارسلون واقع شده‌است.

## خصوصیات
سردانیلا دل بایس ۳۱٫۲۹ کیلومترمربع مساحت و ۵۸٬۷۴۷ نفر جمعیت دارد و ۳۲ متر بالاتر از سطح دریا واقع شده‌است.

## جستارهای وابسته

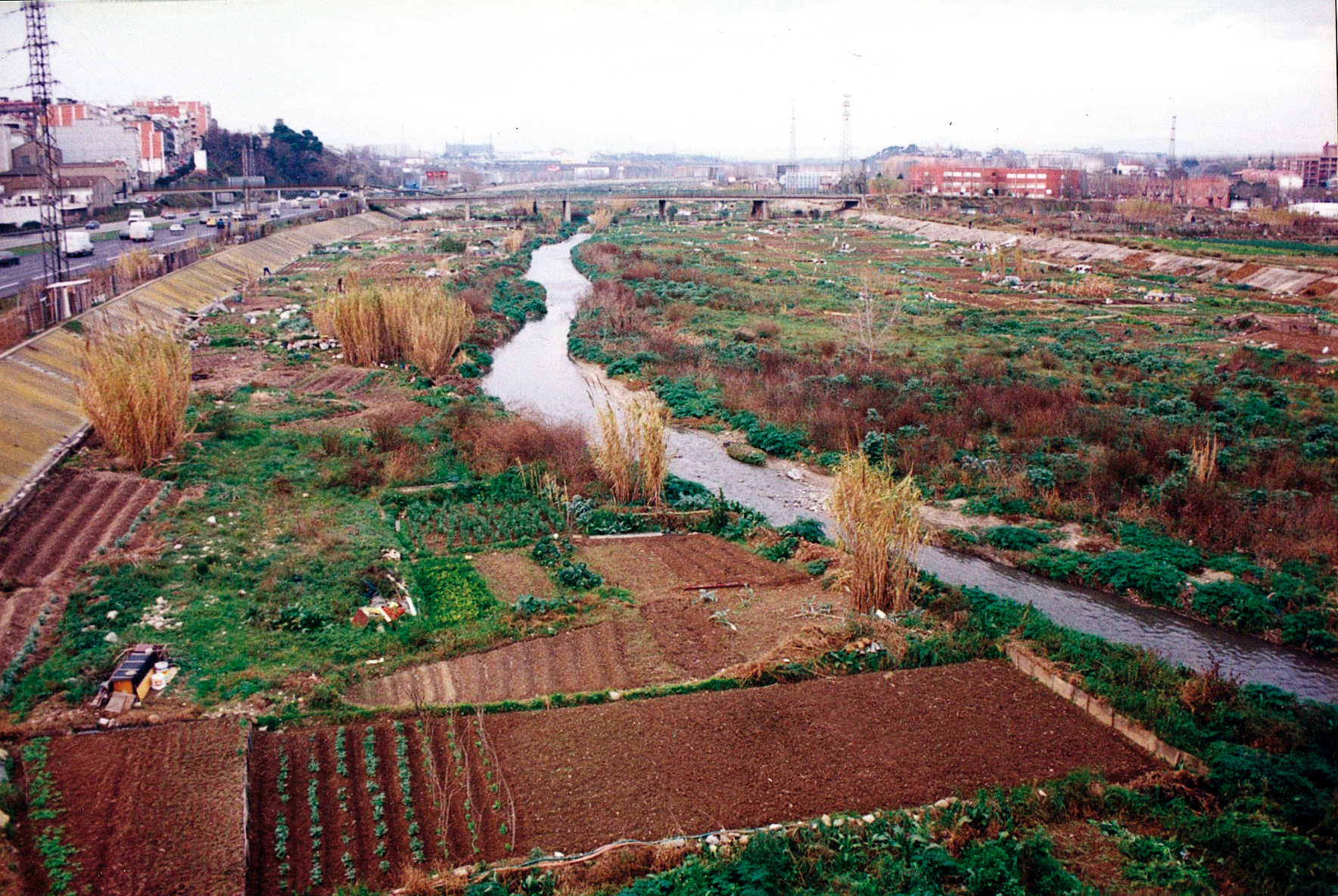
riu Ripoll
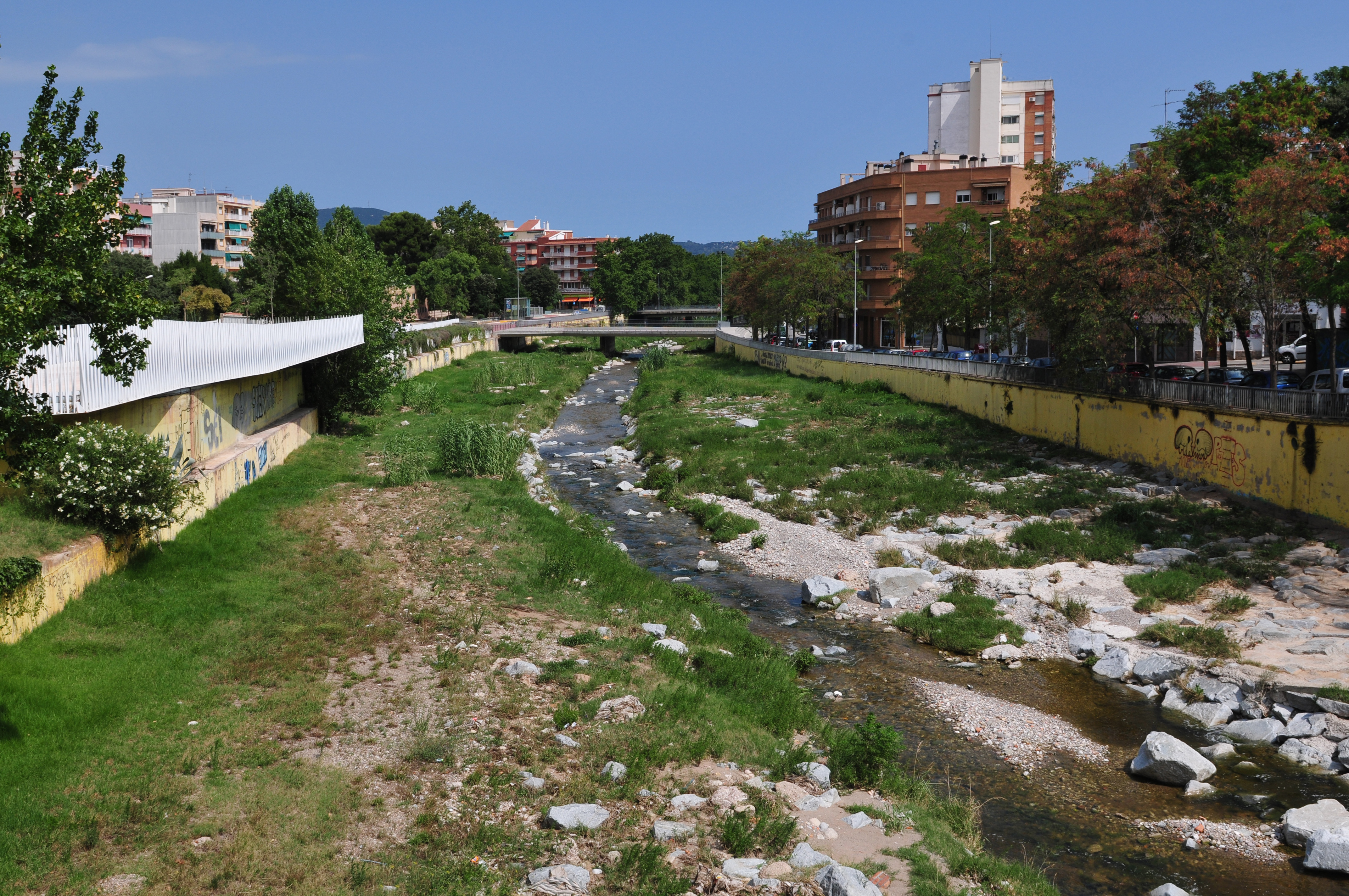
riu Sec
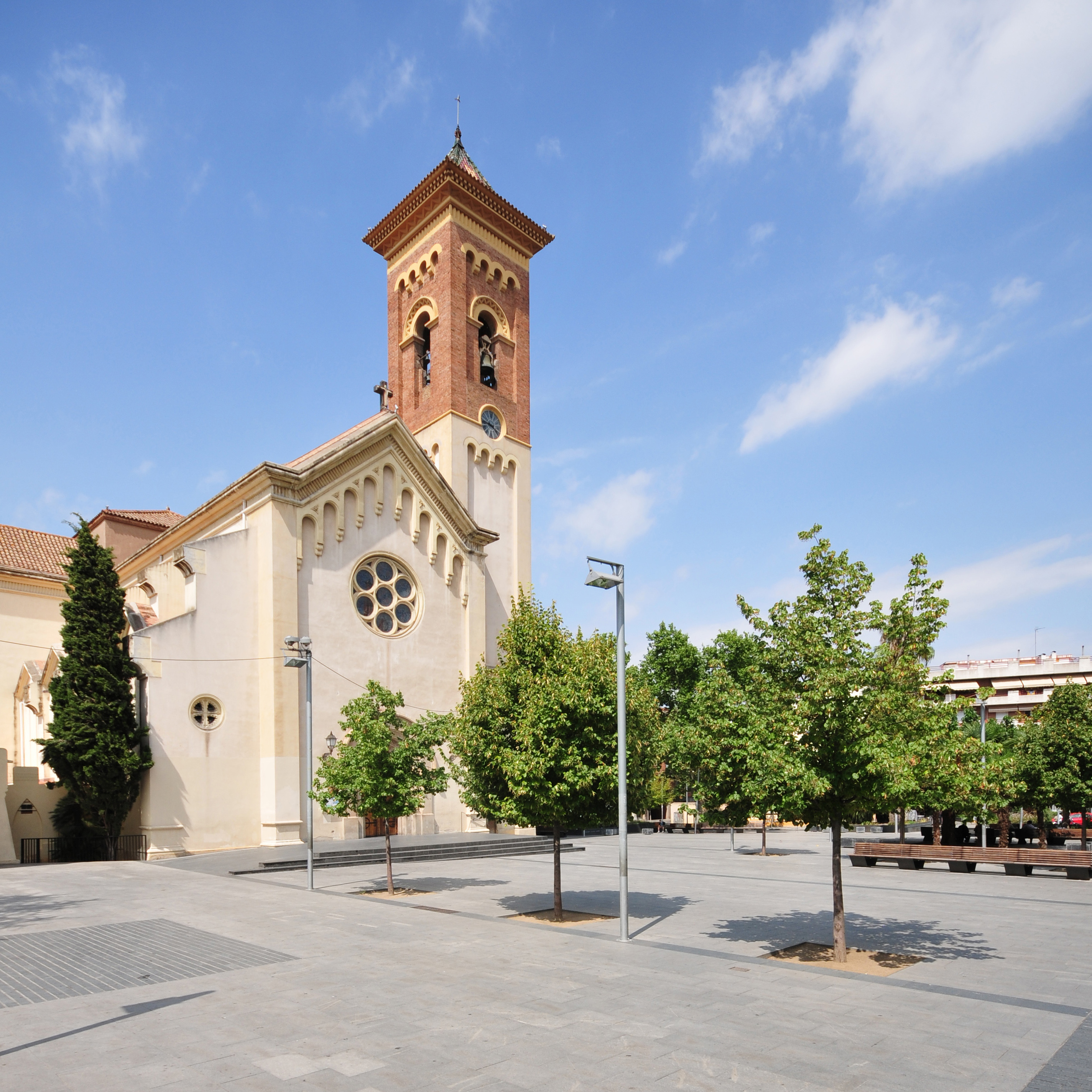
Plaça Joan Pau II
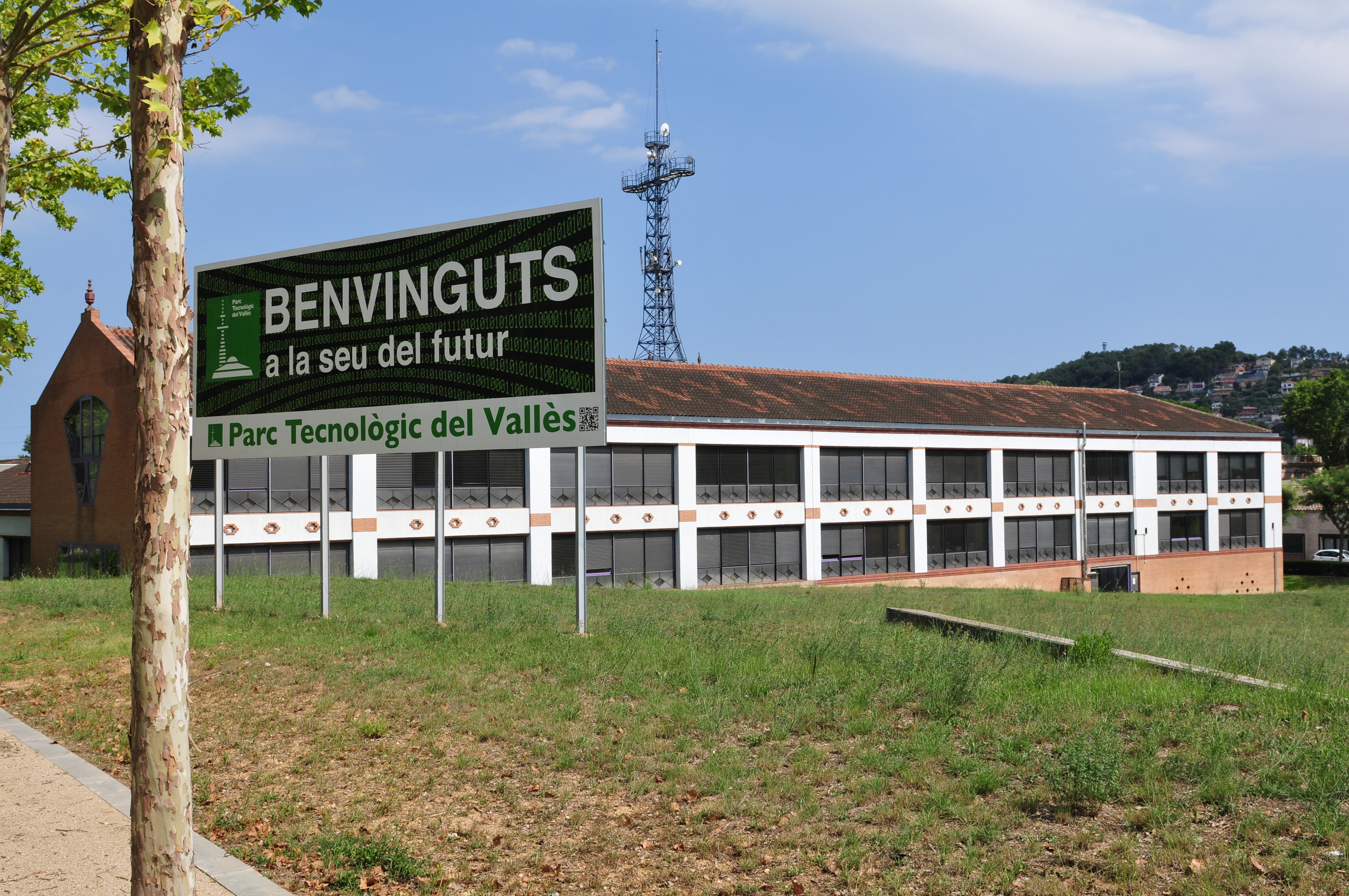
Parc Tecnològic del Vallès
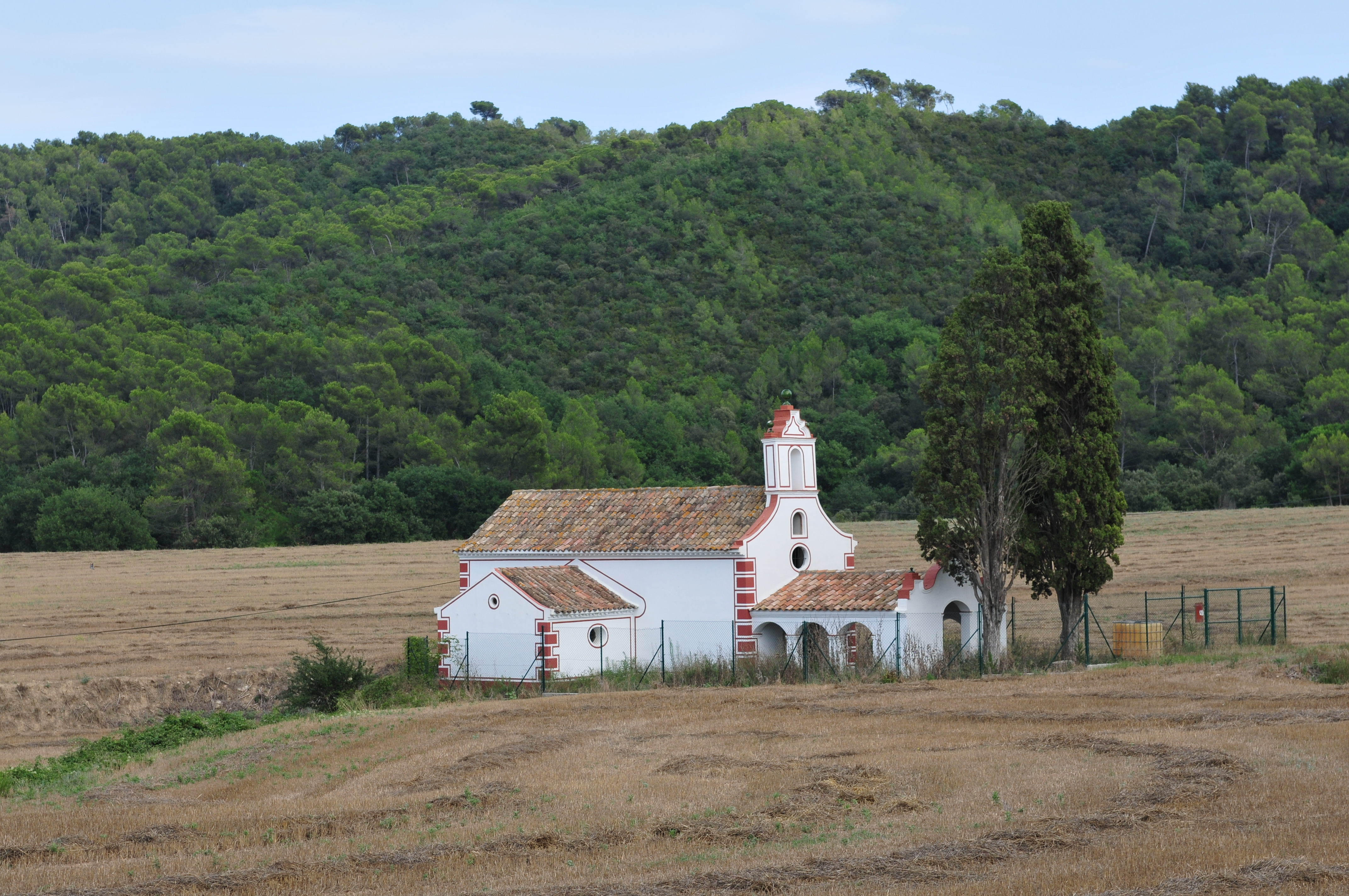
Ermita de Santa Maria de les Feixes
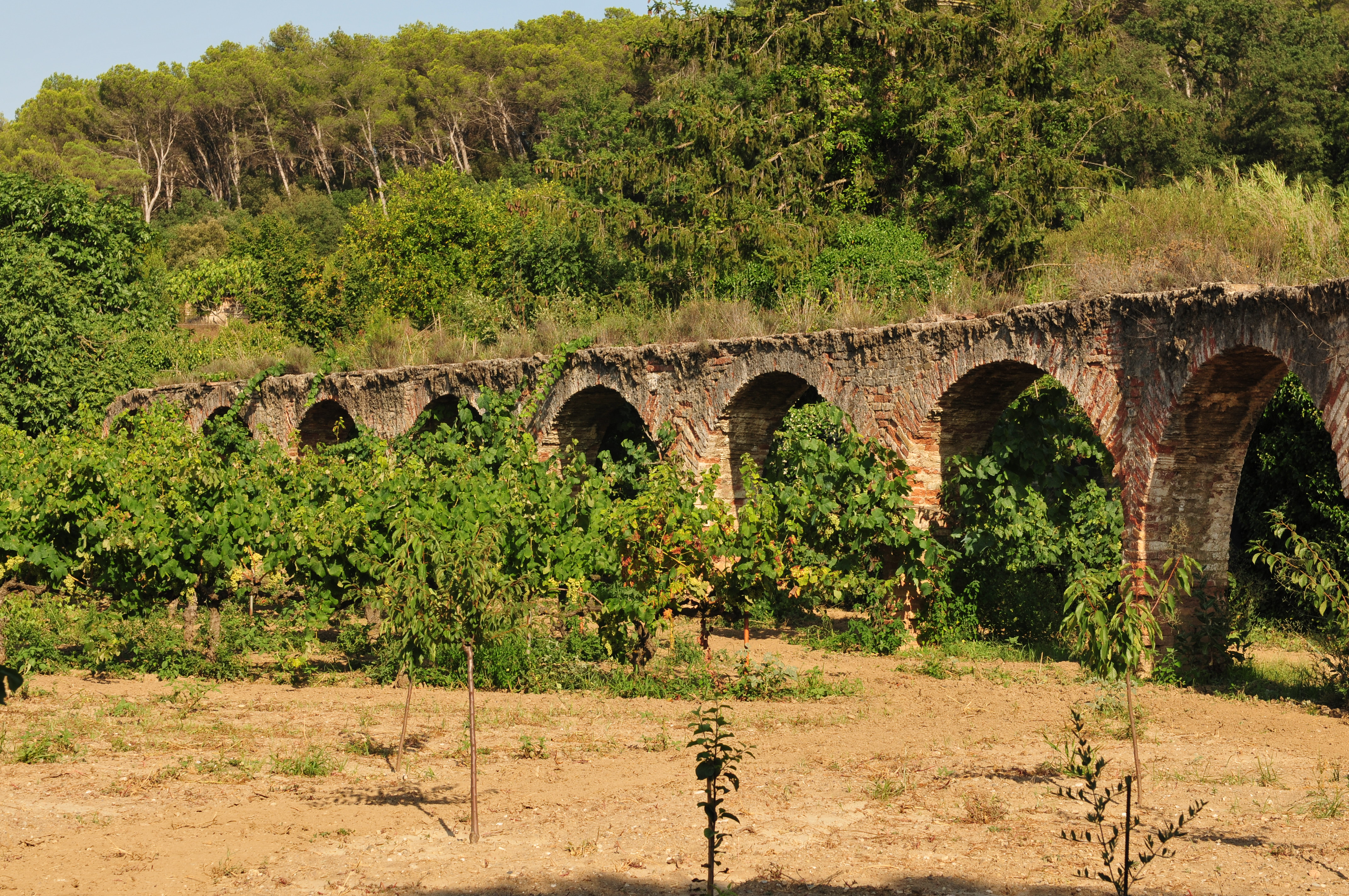
Roman aqueduct
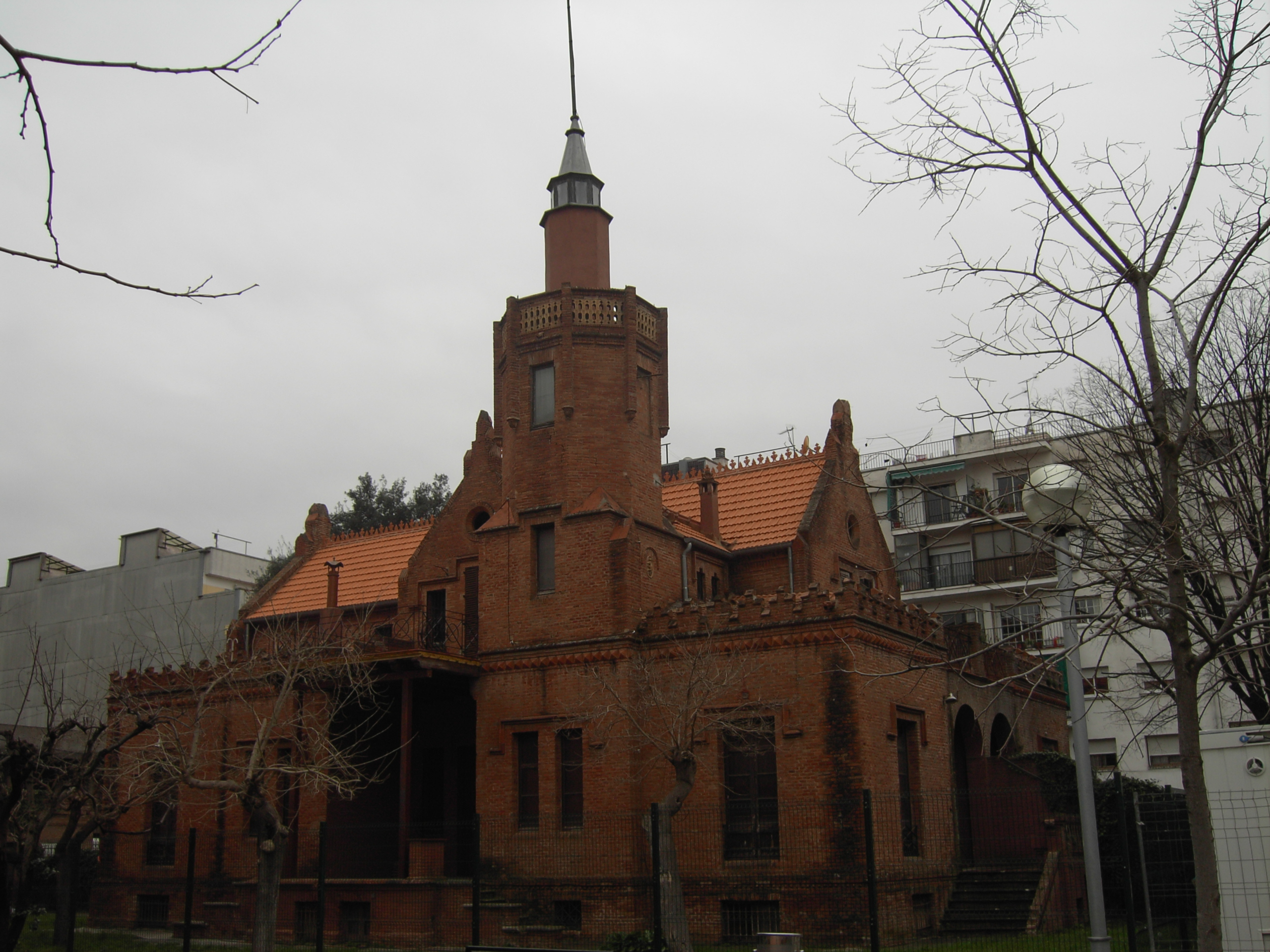
La Torre Vermella